# Ismaël Boulliau
Ismaël Boulliau (écrit aussi : Boulliaud), dit aussi Ismaël Boullian (en latin Ismael Bullialdus), né le 28 septembre 1605 à Loudun et mort le 25 novembre 1694 à Paris, est un astronome français.

## Biographie
De parents calvinistes, de père notaire, Ismaël Bouillau porte le nom d'un frère aîné mort l'année précédente. Son père est féru d'astronomie et porte le même prénom qu'eux. Le père et le fils observent ensemble la comète de 1618 (son père a déjà observé en 1607 la fameuse comète de Halley).
Converti au catholicisme, il fut ordonné prêtre et en 1632, il devint à Paris le secrétaire de Jacques du Puy, garde de la bibliothèque du roi. Là s'assemblaient l'« Emericus Bigotius », ou  Émery Bigot, avec Grotius, Blondel, de Launoy, Guyet, Ménage, Thoinart, etc., ses amis les plus intimes. Il voyagea alors pour leur compte, afin d'acheter des livres et traduisant de nombreux ouvrages du grec en latin.
À la tête du « cabinet » des Dupuy, il commet lors de la mort de Jacques Aleaume (1627) une coupable indélicatesse en faisant disparaître l’Harmonicon Celeste de François Viète pour l'envoyer sur la fin de sa vie à Cosme III de Médicis dont il espérait gagner les faveurs,.
À la mort des frères Dupuy, il fut employé en Hollande, comme bibliothécaire de l'ambassadeur français le président de Thou, dont il était un protégé.
Ismaël Boulliau devint l’ami de Pierre Gassendi, Christiaan Huygens, Marin Mersenne et de Blaise Pascal.
Après de nombreux voyages, tant en Italie qu'en Hollande, en Allemagne, en Pologne, ou en Orient, la reine Louise-Marie de Gonzague l'attira à la cour de Pologne et lui fit un présent considérable. Le roi Jean II Casimir Vasa l'a envoyé auprès des États des Provinces-Unies pendant la guerre de Suède et de Pologne.
Il s'est fâché avec son dernier protecteur, et s'est retiré en 1689 à l'abbaye Saint-Victor de Paris. Il a fait son testament le 20 août 1691 et est mort le 25 novembre 1694.

## Travaux

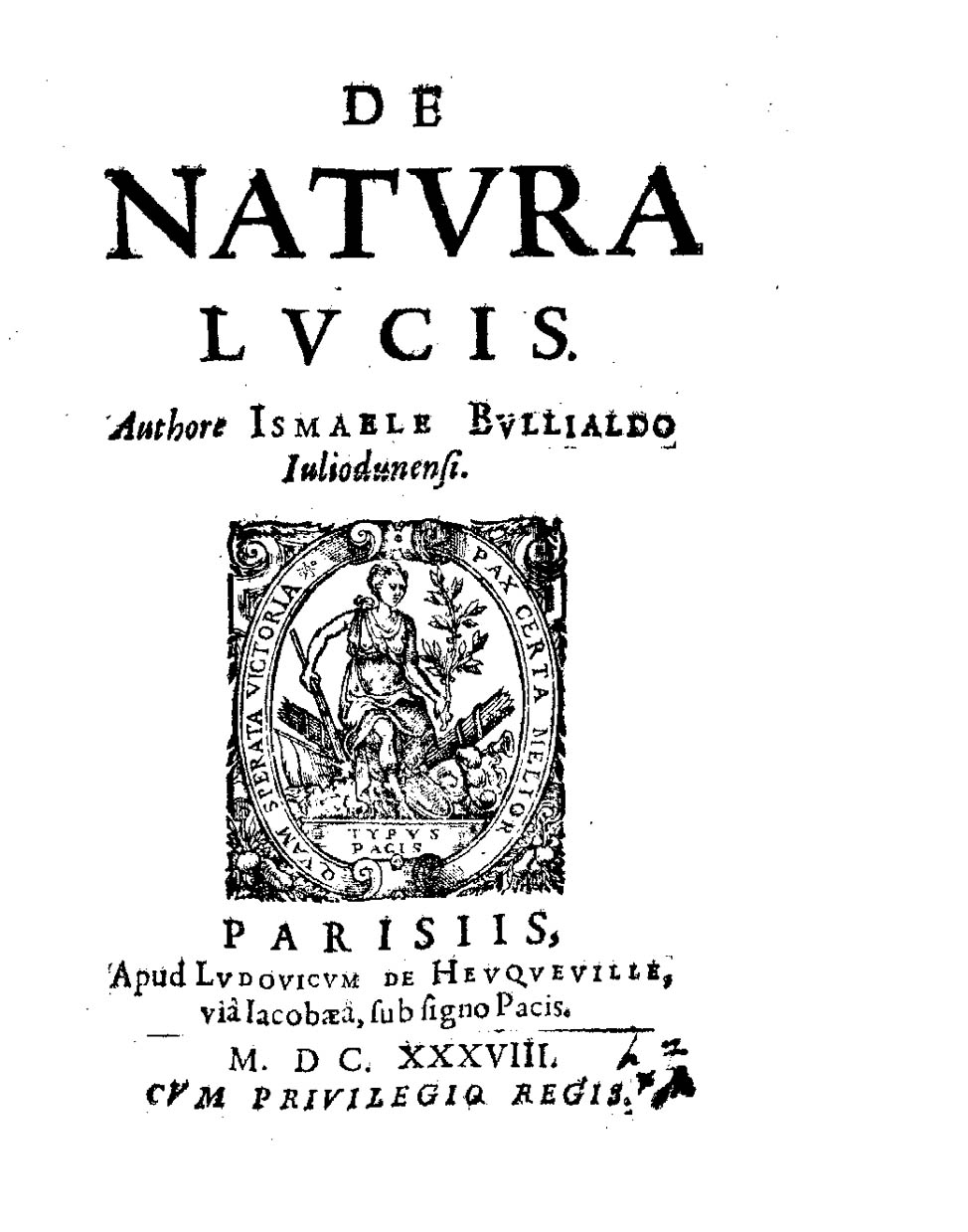
De natura lucis, 1638

Boulliau est connu pour ses travaux en astronomie, en mathématiques, en observations météorologiques et en musique.
Il publia en 1645 Astronomia philolaica, dans lequel il indiqua que la force de gravitation suit la loi en carré inverse. Isaac Newton était un lecteur de Boulliau (il cite ses données dans les Principia). Robert Hooke lui indiqua cette loi du carré inverse et il l'élabora dans les Principia.
Ismaël Boulliau fut, le 7 avril 1667, l'un des premiers associés étrangers de la Royal Society, fondée sept ans auparavant. 
Il a également travaillé sur les variations lumineuses de quelques étoiles.
Utilisant le premier thermomètre introduit en France, Boulliau a réalisé, avant même Louis Morin de Saint-Victor, les premières mesures météorologiques faites à Paris.

## Principaux ouvrages

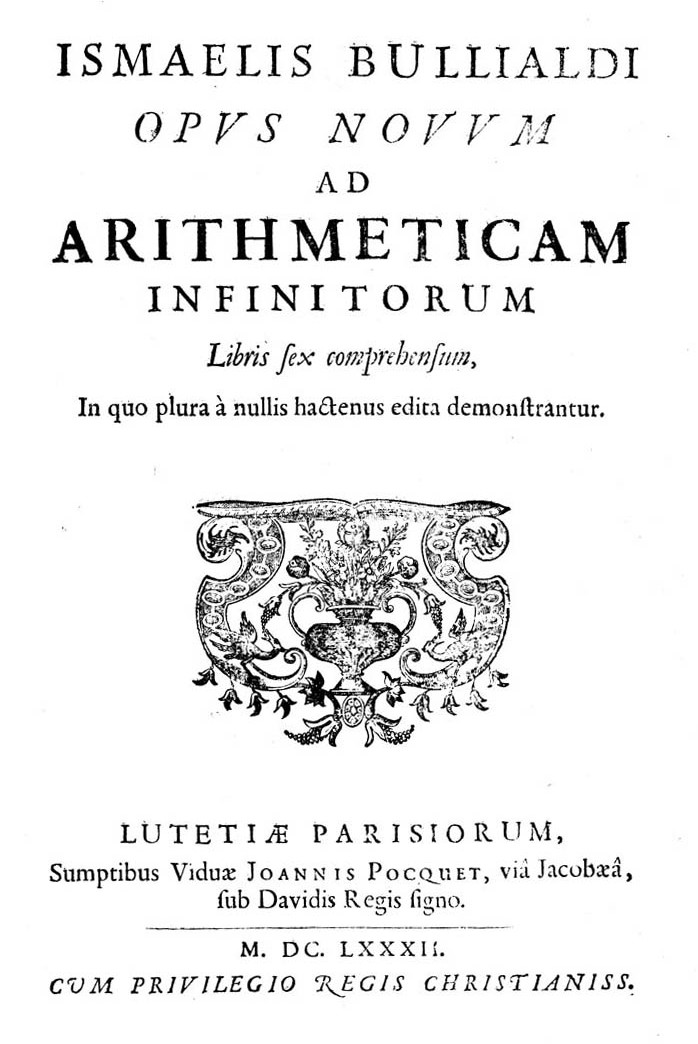
Opus novum ad arithmeticam infinitorum libris sex comprehensum, 1682.

### Ouvrages originaux
- De natura lucis (1638) [La nature de la lumière]
- Philolaus[Comp 1] (1639)[7] — Il s'agit de Philolaos de Crotone.
- [Astronomia Philolaica] Astronomia Philolaica[Comp 2] (1645)
- Observatio secundi deliquii lunaris anno 1652[Comp 3] [Observation de la deuxième éclipse de la Lune de 1652] (1653)Le texte est suivi d'observations (par lui et d'autres) de la comète de décembre 1652.
- Exercitationes geometricae tres [Trois exercices de géométrie] — Suivi de Astronomiae philolaicae fundamenta explicata et adversus Sethi Wardi impugnationem [Les principes de l'astronomie philolaïque expliqués et défendus contre les attaques de Seth Ward][8](1657)
- De lineis spiralibus demonstrationes novae (1657) [Nouvelles démonstrations sur les lignes spirales]
- Opus novum ad arithmeticam infinitorum (1682) [Nouvel ouvrage sur l'arithmétique des infinis]
- Ad astronomos monita duo (1667)

### Traductions
- Théon de Smyrne, Eorum, quae in mathematicis ad Platonis lectionem utilia sunt, expositio, traduit du grec (1644)

## Hommages
- Un cratère lunaire, Bullialdus, porte son nom.